# 喬·拜登2020年美國總統競選
乔·拜登的2020年总统竞选始于2019年4月25日，当时他发布了一段视频，宣布参加2020年民主黨总统初选。拜登在2009年至2017年间担任副總統，并曾是特拉华州的前參議員。在拒绝成为2016年大选的總統候选人之后，拜登一直被广泛认为是2020年大选的潜在總統候选人。
拜登一般被称为温和派，尽管最近他称自己为进步派。他的立场包括将罗诉韦德案纳入法令、医疗保险的公共选择、娱乐性大麻的除罪化、通过平等法、免费社区大学以及一项包含绿色新政框架的1.7万亿美元气候计划。他支持监管，而不是完全禁止水力压裂。

## 初選
作为前副总统，拜登以极高的知名度参选。从他的竞选宣言到选举开始，他一直是民主党最具领先地位的候选人。在2019年，他在全国大多数民调中领先，但无论是在爱荷华州还是在新罕布什尔州的初选中，他都没有成为前三名候选人之一。2020年2月29日，他在2020年南卡罗来纳州民主党初选中以压倒性优势获胜，为他的竞选注入了活力。2020年3月，他的10位前竞争对手背书他，使此类支持总数达到12次。拜登在2020年的超级星期二赢得了足够的代表，领先参议员伯尼·桑德斯。4月8日，桑德斯暂停竞选后，拜登成为预定民主党总统候选人。
2020年6月，拜登达到了提名所需的代表人数。2020年6月29日，拉斯穆森报导發表的一項民意調查宣稱有38%的有意投票選民相信拜登患有某種形式的失智症，48%選民表示不同意，14%選民表示不確定，有20%的民主黨選民、66%的共和黨選民和30%的兩黨以外選民相信拜登有失智症。
2020年7月3日，拜登在網路直播中疑似誤說「我是喬·拜登的丈夫」。7月20日，拜登說他希望美國的學校可以教授更多關於伊斯兰信仰的內容。
2020年8月5日，拜登在被問到是否有接受認知測試時回答說沒有，並且反問為何他要接受測試。8月10日，拉斯穆森报导發表的另一項民調宣稱有59%有意投票選民認為拜登如果在11月當選總統的話，他頗可能在4年任期內被副總統接替。8月11日，拜登宣布加州参议员賀錦麗将成为他的副总统竞选伙伴。8月18日和19日，拜登和賀錦麗在2020年民主党全国代表大会上获得正式提名，这使賀錦麗成为第一位在主要政党票上被提名为副总统的亚裔美国人和第一位女性非裔美国人。拜登在大會網路直播上再次誤說「我是喬·拜登的丈夫」。
2020年进行的全国民意調查总体上显示拜登較特朗普獲得更高支持率。

## 獲得民主黨提名後
上屆敗選的希拉里·克林顿在8月25日發佈的受訪片段表示「不論任何情況」拜登都不應承認敗選，因為屆時將需要更長時間才知道最終結果，她相信民主黨只要寸步不讓，以及有跟對手同樣的專注和努力，拜登就會勝選。8月27日，民主黨籍的眾議院議長南希·佩洛西在記者會表示鑒於特朗普在2016年對希拉里·克林頓的纏擾，拜登不應與特朗普進行任何（電視）辯論。
2020年9月3日，拜登在威斯康星州基诺沙市拜票时，质疑为什么不在历史课上教历史，并宣稱電燈泡是由一位黑人發明，「不是一位名叫愛迪生的白人男人」，引起争议。他还提到1921年塔尔萨种族大屠杀和俄克拉荷马州黑色华尔街的破坏，称这是在学校没有教授的。拜登在访问基诺沙市期间也发表了另一番尴尬的评论。他在演讲时谈到税收不平等问题，但他停止详细说明自己的税收政策，说如果他再继续说下去，「他们会开枪打死我」。9月9日，拜登在密歇根州演說時誤稱有118,984名美軍人員感染2019冠狀病毒病，6,114名美軍人員死亡（根據國防部數字，截至9月9日有40,026名軍人受感染，7名軍人死亡）。9月20日，拜登在演說時誤稱如果讓特朗普用自己的一套處理2019冠狀病毒病疫情，大概在他該次演說完結之時，「估計已有2億人死亡」。9月26日，拜登在美國市長會議發言時誤稱自己在180年前成為參議員。
预定的三场总统辩论中的第一场于9月29日举行。特朗普不停地侮辱和打断拜登，经常打断主持人克里斯·华莱士问问题。这一事件被广泛被批评为总统选举政治的低谷。
10月8日，拜登在被問到如果他當選以及民主黨重掌參議院，他會否支持擴充最高法院大法官人數時答道「在選舉後的第一日你將會知道我對於填充法院的立場」，未有表明支持或否，次日他又被記者提問類似問題，在記者問他「選民不是有權知道嗎」時，拜登答他們沒有權（知道）。